# Aonidia zizyphi
Aonidia zizyphi är en insektsart som beskrevs av Rahman och Ansari 1941. Aonidia zizyphi ingår i släktet Aonidia och familjen pansarsköldlöss. Inga underarter finns listade i Catalogue of Life.